# The Shakedown
The Shakedown is een Amerikaanse dramafilm uit 1929 onder regie van William Wyler. De film werd destijds uitgebracht in Nederland onder de titel Haar favoriet.

## Verhaal
De bokser Dave Roberts heeft weinig succes. Omdat hij ongelukkig is, besluit hij een wees in huis te nemen. Dat beurt Dave weer op. Dan besluit hij wraak te nemen op mensen die vroeger van hem hebben geprofiteerd.

## Rolverdeling
| Acteur            | Personage     |
| ----------------- | ------------- |
| James Murray      | Dave Roberts  |
| Barbara Kent      | Marjorie      |
| George Kotsonaros | Battling Roff |
| Wheeler Oakman    | Manager       |
| Jack Hanlon Clem  |               |
| Harry Gribbon     | Dugan         |